# Об'єктно-орієнтований дизайн
Об'єктно-орієнтований дизайн є процесом планування системи об'єктів, що взаємодіють для вирішення програмних проблем. Це один з підходів до розробки програмного забезпечення.

## Загальні положення
Об'єкт є єдиним цілим з даних та методів. Інтерфейс об'єкта є набором визначень про те, яким чином об'єкт взаємодіє з зовнішніми об'єктами, сутностями тощо. Об'єкти та їхні інтерфейси визначаються під час проведення аналізу. З точки зору бізнесу, об'єктно-орієнтований дизайн розробляє систему об'єктів, кожний з яких виконує свою роботу. Наприклад, для певної компанії, бізнес-об'єкти можуть містити персонал, вироби, устаткування, транспортні засоби тощо.

## Вхідні дані
Вхідними даними для ООД є вихідні дані об'єктно-орієнтованого аналізу.
Це, наприклад,
- Концептуальна модель
- Приклади використання
- Послідовність діаграм
- Інтерфейс користувача
- Реляційна модель даних

## Об'єктно орієнтовані концепції
Загалом такі ж як і для об'єктно-орієнтованого програмування (ООП)
- Об'єкт/Клас
- Приховування інформації
- Успадкування
- Інтерфейс
- Поліморфізм

## Концепції дизайну
- Створення діаграми класів (UML)
- Визначення атрибутів
- Використання шаблонів
- Визначення постійностних об'єктів-даних
- Ідентифікація та визначення віддалених об'єктів

## Вихід об'єктно-орієнтованого дизайну
Виходом є послідовність діаграм чи діаграма класів.